# Fyen Rundt 2018
Il Fyen Rundt 2018, centonovesima edizione della corsa, valida come evento dell'UCI Europe Tour 2018 categoria 1.1, si svolse il 16 giugno 2018 su un percorso di 201,7 km. Fu vinto dal danese Mads Pedersen, che terminò la gara in 4h25'00" alla media di 45,67 km/h battendo il connazionale Michael Mørkøv e l'olandese Bas van der Kooij, che si piazzò terzo.
Alla partenza erano presenti 93 ciclisti dei quali 82 portarono a termine la gara.

## Squadre partecipanti
| N.    | Cod. | Squadra                   |
| ----- | ---- | ------------------------- |
| 1-5   | UXT  | Uno-X Norwegian Dev. Team |
| 11-19 | TFS  | Trek-Segafredo            |
| 21-26 | SVB  | Sport Vlaanderen-Baloise  |
| 31-36 | RIW  | Riwal CeramicSpeed CT     |
| 41-50 | TVC  | Virtu Cycling             |
| 51-57 | BHS  | BHS Almeborg Bornholm     |
| 62-69 | TCQ  | ColoQuick                 |
| 71-78 | DEN  | Selezione danese          |

| N.      | Cod. | Squadra                      |
| ------- | ---- | ---------------------------- |
| 81-86   | SWE  | Selezione svedese            |
| 91-97   | TCO  | Team Coop                    |
| 111-118 | VLA  | Vlasman Cycling Team         |
| 121-128 | MCT  | Monkey Town Continental Team |
| 131-136 | DCR  | Delta Cycling Rotterdam      |
| 141-147 | ALE  | Alecto Cyclingteam           |
| 151-158 | MPC  | Memil-Ccn Pro Cycling        |
| 161-167 | TJI  | Joker Icopal                 |

## Ordine d'arrivo (Top 10)
| Pos. | Corridore            | Squadra       | Tempo    |
| ---- | -------------------- | ------------- | -------- |
| 1    | Mads Pedersen        | Trek          | 4h25'00" |
| 2    | Michael Mørkøv       | Selez. danese | s.t.     |
| 3    | Bas van der Kooij    | Alecto        | s.t.     |
| 4    | Wim Stroetinga       | Vlasman       | s.t.     |
| 5    | Kristian Aasvold     | Team Coop     | s.t.     |
| 6    | Herman Dahl          | Joker Icopal  | s.t.     |
| 7    | Trond Håkon Trondsen | Team Coop     | s.t.     |
| 8    | Andre Looij          | Monkey Town   | s.t.     |
| 9    | Jason Van Dalen      | Delta         | s.t.     |
| 10   | Edward Planckaert    | Sport Vlader. | s.t.     |